# Svatoslav (ort i Tjeckien, Södra Mähren)
Svatoslav är en ort i Tjeckien.   Den ligger i regionen Södra Mähren, i den sydöstra delen av landet, 160 km sydost om huvudstaden Prag. Svatoslav ligger 482 meter över havet och antalet invånare är 445.
Terrängen runt Svatoslav är platt åt sydväst, men åt nordost är den kuperad.Runt Svatoslav är det ganska tätbefolkat, med 90 invånare per kvadratkilometer. Närmaste större samhälle är Velká Bíteš, 6,1 km väster om Svatoslav. I omgivningarna runt Svatoslav växer i huvudsak blandskog.